# Far (album)
Far je šesti studijski album talijanskog simfonijskog black metal-sastava Stormlord. Album je 24. svibnja 2019. objavila diskografska kuća Scarlet Records.

## Popis pjesama
| 1.    | »Leviathan«    | 5:07 |
| 2.    | »Mediterranea« | 4:11 |
| 3.    | »Far«          | 4:55 |
| 4.    | »Sherden«      | 5:40 |
| 5.    | »Crimson«      | 4:10 |
| 6.    | »Cimmeria«     | 5:00 |
| 7.    | »Invictus«     | 4:48 |
| 8.    | »Romulus«      | 4:48 |
| 9.    | »Vacuna«       | 5:16 |
| 10.   | »Levante«      | 5:36 |
| 49:31 |                |      |

## Zasluge
Stormlord
- Cristiano Borchi – vokali
- Francesco Bucci – zborski i prateći vokali, bas-gitara
- David Folchitto – bubnjevi
- Gianpaolo Caprino – prateći vokali, gitara, klavijature, efekti
- Andrea Angelini – gitara
- Riccardo Studer – klavijature

Dodatni glazbenici
- Marco Palazzi – dodatni vokali (na pjesmi "Far")

Ostalo osoblje
- Gyula Havancsák – naslovnica
- Giuseppe Orlando – snimanje, miksanje
- Riccardo Studer – snimanje, miksanje
- Simone Mularoni – masteriranje